# Macrobrachium glabrum
Macrobrachium glabrum är en kräftdjursart som beskrevs av Lipke Bijdeley Holthuis 1995. Macrobrachium glabrum ingår i släktet Macrobrachium och familjen Palaemonidae. Inga underarter finns listade i Catalogue of Life.